# Tactostoma macropus
Tactostoma macropus és una espècie de peix de la família dels estòmids i de l'ordre dels estomiformes.

## Morfologia
- Els mascles poden assolir 34,3 cm de longitud total.[2][3]

## Reproducció
És ovípar amb larves i ous planctònics.

## Hàbitat
És un peix marí i d'aigües profundes que viu entre 0-2.000 m de fondària.

## Distribució geogràfica
Es troba al Japó, les Illes Kurils i Kamtxatka, el Mar de Bering, i des del Golf d'Alaska fins a la Península de Baixa Califòrnia. També és present a Xile.